# Tango 01
Tango 01 é o call sign para um Boeing 757 modificado e utilizado como aeronave oficial do Presidente da Argentina desde 1992, quando foi adquirido pelo então presidente Carlos Menem.

## As características ea capacidade
O espaço interior consiste de 3 partes. As primeiras chamadas VIP com 14 lugares articulado (muito parecido com a classe executiva de um avião comercial). O segundo, destinado a um partido com 20 lugares.
Finalmente, a área presidencial, com painéis de madeira (mogno). Tem uma sala de jantar (com capacidade para seis pessoas), um escritório com mesa e cadeiras para reuniões reservadas, e duas suites. Uma cama de casal (encosto, couro, com o emblema nacional), TV com vídeo e closet. Próximo a ele é uma outra família com duas camas, TV e vídeo. A casa de banho com torneiras de ouro, incluindo chuveiro.

É equipado com tecnologia sofisticada, com 70 diferentes sistemas de computação para todos os problemas que indicam o que fazer. Este equipamento de segurança, por exemplo, completamente afasta qualquer risco de colisão com outra aeronave em áreas dos voos de alta densidade. Tem também um sistema de comunicação por satélite que facilita o contacto com qualquer parte do modelo mundo.O original foi modificado Boeing 757-200 com dois tanques de combustível sob as asas adicionado, conforme o equipamento regularmente de modo que o plano tinha um alcance maior de voo.